# Fonar
FonarはMRIを開発、製造するアメリカ合衆国ニューヨーク州ロングアイランドの企業。

## 概要
核磁気共鳴画像法の先駆者であるレイモンド・ダマディアンによって1978年に設立された。
ニューヨーク州ロングアイランドに本社があり、400人以上の従業員を擁し、これまでに300台以上のMRIを販売した。
ダマディアンの考案した磁場焦点法によるMRIを開発、生産していたものの、撮像に時間がかかり、他社製品との競争に負け、他社製品と同様の撮像方法を導入した。1990年代には知的財産を巡り同業他社と係争に発展した。
1982年に日本国内で最初のMRIとして中津川市民病院に同社のQED 80-αが導入された。

## 沿革
- 1970年 - レイモンド・ダマディアンが磁場焦点法による核磁気共鳴画像化の原理を考案[1]
- 1974年 - MRI関連の特許が成立[6]
- 1978年 - Fonar設立[1]
- 1980年 - 最初のMRIを発売[1]
- 1982年 - QED 80-αが日本で最初のMRIとして中津川市民病院に設置された[3][4][5]
- 1992年 - 知的財産を巡り訴訟を起こす[1]
- 1996年 - 立姿勢で撮像可能なStand-Up™ MRIを発売[1]
- 1997年 - 合衆国最高裁判所はゼネラルエレクトリックに対してFonarの特許を侵害していたとして$128,705,766の支払いを命じた。[1]
- 2004年 - 2004年10月にStand-Up™ MRIの名称をUpright™ MRIに変えた[1]

## 主な製品
- Upright MRI
- FONAR 360°
- OPEN SKY MRI